# Musa barioensis
Musa barioensis là một loài thực vật có hoa trong họ Musaceae. Loài này được Häkkinen mô tả khoa học đầu tiên năm 2006.